# Anton Linder
Anton Linder (* 23. Oktober 1880 in Turnu Severin, Fürstentum Rumänien; † 23. September 1958 in Feldkirch) war ein österreichischer Politiker (SPÖ) und Gewerkschaftsfunktionär. Von 1919 bis 1934 war Linder Abgeordneter zum Vorarlberger Landtag. In den Jahren 1920 bis 1934 war er vom Landtag entsandtes Mitglied des österreichischen Bundesrats, und von 1945 bis 1949 vertrat er die SPÖ als Abgeordneter im österreichischen Nationalrat.

## Leben und Wirken
Anton Linder wurde am 23. Oktober 1880 in Turn-Severin im heutigen Rumänien als Sohn des Malermeisters Anton Linder aus Wien und seiner Frau Maria geboren. In Turn-Severin besuchte er die Volksschule und zwei Jahre lang das Gymnasium. Im Jahr 1895 begann er eine Lehre als Tapezierer und Dekorateur in Wien und begab sich anschließend an seine Gesellenprüfung auf Wanderschaft. Von 1904 bis 1911 arbeitete Linder in weiterer Folge für den Feldkircher Sattlermeister Keller, aber auch bei der Firma Grebmer. 1911 arbeitete er als Büroangestellter der Arbeiterbäckerei in Innsbruck und heiratete noch im selben Jahr am 21. April Rosa Valland. Er adoptierte die fünf Kinder seiner Ehefrau aus erster Ehe und bekam in den Jahren 1911 und 1918 zwei weitere Kinder mit ihr. 1913 wurde Anton Linder Arbeitersekretär für Vorarlberg, ab 1914 betätigte er sich politisch als Landessekretär der SDAP Vorarlberg. In den Jahren 1914 bis 1918 leistete er Kriegsdienst.
Erstmals auf ein politisches Mandat gewählt wurde Linder im Jahr 1919, als er sowohl Mitglied der Dornbirner Stadtvertretung als auch Abgeordneter zum Vorarlberger Landtag wurde. Ein Jahr später, 1920, wurde Anton Linder als Bundesrat vom Landtag nach Wien entsandt. Seine politische Betätigung endete vorläufig im Jahr 1934, als er durch den austrofaschistischen Ständestaat am 12. Februar in Haft genommen und aus allen politischen Ämtern entlassen wurde. Zwar wurde er am 17. Februar bereits wieder entlassen, flüchtete in weiterer Folge aber in die Schweiz, von wo aus er nach Frankreich abgeschoben wurde. Im Juni 1934 erreichte Linder nach der Hinterlegung einer Kaution eine Aufenthaltsbewilligung für Zürich und seine Anerkennung als politischer Flüchtling.
Nachdem er im Jahr 1945 nach der Befreiung Österreichs vom Nationalsozialismus wieder nach Vorarlberg zurückgekehrt war, wurde er Landessekretär des Österreichischen Gewerkschaftsbunds und am 19. Dezember Nationalratsabgeordneter für die SPÖ. Vom 22. Juni 1946 bis zum 23. Jänner 1956 war er zudem Präsident der Vorarlberger Arbeiterkammer.